# T100 Triathlon World Tour
T100 Triathlon World Tour  est le nom d'un circuit à étape professionnel de triathlon longue distance, créé en 2024, par l'Organisation professionnelle des triathlètes. En accord avec la fédération internationale de triathlon, World Triathlon et à l'image des séries des championnats du monde de triathlon pour les courtes distances.

## Historique
En janvier 2024, l'Organisation professionnelle des triathlètes annonce une refonte de son circuit, le PTO Tour, crée en 2022. Tour constitué de trois courses longue distance par an, réunissant des triathlètes de classe mondiale et s'articulant autour de la « Collins Cup ». Coupe qui connait seulement deux éditions en 2021 et 2022. La nouvelle compétition qui prend le nom de T100 Triathlon World Tour, réunis 40 triathlètes professionnels parmi les mieux classés sur le circuit mondial longue distance. Cette évolution fait suite à l'accord passé avec la World Triathlon en aout 2023pour qualifier ce nouveau circuit comme étant le circuit officiel de la fédération internationale pour l’attribution des titres de champion et championne du monde de longue distance. il est constitué selon un circuit à étape à l'image des séries des championnats du monde de triathlon pour les compétitions en courte distance. 
Les épreuves longues distances sont toutes d'une longueur totale de 100 kilomètres, comprenant 2 kilomètres de natation, suivit de 80 kilomètres de vélo et un parcours final de 18 kilomètres de course à pied. Les épreuves se déroulant sur des circuits variés. Légèrement moins long que l'Ironman 70.3, le format vise à favoriser une gestion de course mêlant endurance et vitesse.

## Organisation du circuit
Pour l'année 2024, un circuit de sept étapes avec une grande finale à Dubaï est organisé. Quarante triathlètes professionnels, 20 femmes et 20 hommes, sont sélectionnés parmi les meilleurs mondiaux. Les triathlètes doivent participer à cinq courses au minimum, chaque course attribue un nombre de points, de un à 35 pour la première place. Les courses proposent une bourse de prix pour les vainqueurs de 200 000 dollars. Les vainqueurs hommes et femmes du circuit reçoivent une prime de 210 000 dollars et le titre de « champion du monde de triathlon T100 ». L'attribution de prix de la totalité du circuit s'élève à sept millions de dollars. Des courses ouvertes aux amateurs sont également organisées lors des événements du circuit professionnel.

## Palmarès

### Palmarès hommes
| Année | Série d'épreuves           | Série d'épreuves | Médaille d'or   | Points | Médaille d'argent | Points | Médaille de bronze | Points |
| Année | Lieu de la finale          | Nbre             | Médaille d'or   | Points | Médaille d'argent | Points | Médaille de bronze | Points |
| ----- | -------------------------- | ---------------- | --------------- | ------ | ----------------- | ------ | ------------------ | ------ |
| 2025  | Qatar                      | 7                |                 |        |                   |        |                    |        |
| 2024  | Dubaï, Émirats arabes unis | 7                | Marten Van Riel | 153    | Kyle Smith        | 111    | Rico Bogen         | 102    |

### Palmarès femmes
| Année | Série d'épreuves           | Série d'épreuves | Médaille d'or | Points | Médaille d'argent | Points | Médaille de bronze | Points |
| Année | Lieu de la finale          | Nbre             | Médaille d'or | Points | Médaille d'argent | Points | Médaille de bronze | Points |
| ----- | -------------------------- | ---------------- | ------------- | ------ | ----------------- | ------ | ------------------ | ------ |
| 2025  | Qatar                      | 7                |               |        |                   |        |                    |        |
| 2024  | Dubaï, Émirats arabes unis | 7                | Taylor Knibb  | 160    | Ashleigh Gentle   | 132    | Julie Derron       | 101    |